# Präsidentschafts- und Parlamentswahl in Kenia 2017
Die Präsidentschafts- und Parlamentswahl in Kenia 2017 fand am 8. August statt. Bei ihr wurden der Staatspräsident und die Mitglieder des Parlaments (348 Mandate in der Nationalversammlung und 67 Mandate im Senat) gewählt.
Die Präsidentschaftswahl wurde annulliert. Am 26. Oktober fanden Neuwahlen statt.

## Ergebnis

### Präsidentschaftswahl
| Kandidaten        | Parteien                                                   | Stimmen    | %    |
| ----------------- | ---------------------------------------------------------- | ---------- | ---- |
| Uhuru Kenyatta    | Jubilee Party                                              | 8.203.290  | 54,3 |
| Raila Odinga      | National Super Alliance (ODM – WDM-K – FORD-K – ANC – CCU) | 6.762.224  | 44,7 |
| Joseph Nyagah     | Parteilos                                                  | 42.259     | 0,3  |
| Abduba Dida       | Alliance for Real Change                                   | 38.093     | 0,3  |
| Ekuru Aukot       | Thirdway Alliance Kenya                                    | 27.311     | 0,2  |
| Japheth Kaluyu    | Parteilos                                                  | 16.482     | 0,1  |
| Michael Wainaina  | Parteilos                                                  | 13.257     | 0,1  |
| Cyrus Jirongo     | United Democratic Party                                    | 11.705     | 0,1  |
| Gesamt            | Gesamt                                                     | 15.114.622 | 100  |
|                   |                                                            |            |      |
| Ungültige Stimmen | Ungültige Stimmen                                          | 81.685     | 0,5  |
| Wähler            | Wähler                                                     | 15.196.307 | 77,5 |
| Wahlberechtigte   | Wahlberechtigte                                            | 19.611.423 |      |
|                   |                                                            |            |      |
| Quelle: IEBC      |                                                            |            |      |

### Parlamentswahl

#### Nationalversammlung
- Wahlkreise: 290 (Wahlkreis n. 120, Kitutu Chache South: vakant)
- Wahlbezirke (Frauen): 47
- Abgeordnete, die von den Parteien ernannt werden: 12

| Listen        | Stimmen | %   | Mandate |
| ------------- | ------- | --- | ------- |
| Jubilee Party | –       | –   | 171     |
| Gesamt        | 0       | 100 | 349     |
|               |         |     |         |
| Quelle: IEBC  |         |     |         |

#### Senat
- Wahlkreise: 47
- Senatoren, die von den Parteien ernannt werden: 20 (davon 16 Frauen und 4 Abgeordnete, von denen 2 die Jugend und 2 behinderte Menschen repräsentieren)

| Listen        | Stimmen | %   | Mandate |
| ------------- | ------- | --- | ------- |
| Jubilee Party | –       | –   | 34      |
| Gesamt        | 0       | 100 | 67      |
|               |         |     |         |
| Quelle: IEBC  |         |     |         |